# منشار فانجوريا
منشار فانجوريا (بالإنجليزية: Fangoria Chainsaw)‏ هي جائزة سينمائية تقدمها مجلة فانجوريا لتكريم أفضل الإنجازات في أفلام الرعب والدماء. يجري تقديم هذه الجائزة سنوياً منذ عام 1992، وهي تعطى بناء على تصويت قراء المجلة.

## الفئات
- أفضل ممثل.
- أفضل ممثلة.
- أفضل ممثل في دور مساعد.
- أفضل ممثلة في دور مساعد.
- أفضل فيلم أُطلق بشكل محدود/ لم يعرض على شاشات السينما.
- أفضل سيناريو.
- أفضل ماكياج / صناعة FX.
- أفضل موسيقي تصويرية.
- أفضل فيلم أجنبي.
- أفضل فيلم أُطلق بشكل واسع في السينما.
- أسوأ فيلم.
- قاعة فانجوريا لمشاهير الرعب.

## وصلات خارجية
- منشار فانجوريا على موقع IMDb (الإنجليزية)
- صفحة الجائزة في قاعدة بيانات السينما العالمية.